# 华南紫萁
华南紫萁（学名：Osmunda vachellii）为紫萁科紫萁属下的一个种。